# Mičakovce
Mičakovce é um município da Eslováquia, situado no distrito de Svidník, na região de Prešov. Tem 4,71 km² de área e sua população em 2018 foi estimada em 136 habitantes.

## Demografia
| Ano:        | 1994 | 2004  | 2014    | 2024    |
| ----------- | ---- | ----- | ------- | ------- |
| Broj ljudi: | 125  | 124   | 144     | 120     |
| Razlika:    |      | -0,8% | +16,12% | -16,66% |

| Ano:               | 2023 | 2024   |
| ------------------ | ---- | ------ |
| Número de pessoas: | 124  | 120    |
| Diferença:         |      | -3,22% |